# Funzione parziale

Una funzione parziale

In matematica, si dice funzione parziale {\displaystyle f\colon A\rightarrow B} un sottoinsieme di {\displaystyle A\times B}, cioè una relazione binaria tra {\displaystyle A} e {\displaystyle B}, tale che:
- {\displaystyle (a,b),(a,c)\in f\Rightarrow b=c} (unicità)

ossia esiste al più un {\displaystyle b\in B} tale che {\displaystyle f(a)=b}.
È importante notare come non si richiede che la funzione sia definita ovunque, cioè che per ogni {\displaystyle a} in {\displaystyle A} sia {\displaystyle (a,b)\in f} per un {\displaystyle b} in {\displaystyle B}.
Per contrapposizione, una funzione parziale definita su ogni elemento del dominio (cioè una funzione nel senso comune del termine) è detta totale.
Un esempio di funzione parziale è {\displaystyle f\colon \mathbb {N} \rightarrow \mathbb {N} } definita dalla relazione {\displaystyle f(n)={\sqrt {n}}}. Osserviamo che la funzione è definita dall'insieme dei numeri naturali in sé stesso, dunque è una funzione parziale in quanto {\displaystyle f(n)} è un numero naturale solo se {\displaystyle n} è un quadrato perfetto.
Data una funzione parziale {\displaystyle f\colon A\rightarrow B} è sempre possibile restringere il dominio all'insieme di definizione {\displaystyle D_{f}} della funzione. In questo modo, la restrizione della funzione {\displaystyle f} alla funzione {\displaystyle f|_{D_{f}}\colon D_{f}\rightarrow B} è una funzione totale.
Un altro esempio di funzione parziale è {\displaystyle g\colon \mathbb {R} \rightarrow \mathbb {R} } definita dalla relazione {\displaystyle g(x)={\frac {1}{x}}}. Questa funzione è parziale dal momento che {\displaystyle {\frac {1}{0}}} non è definito. Restringendo la funzione al suo insieme di definizione {\displaystyle g|_{D_{g}}\colon \mathbb {R} \setminus \{0\}\rightarrow \mathbb {R} } si ottiene una funzione (diversa) che però è totale.